# Peter Scolari

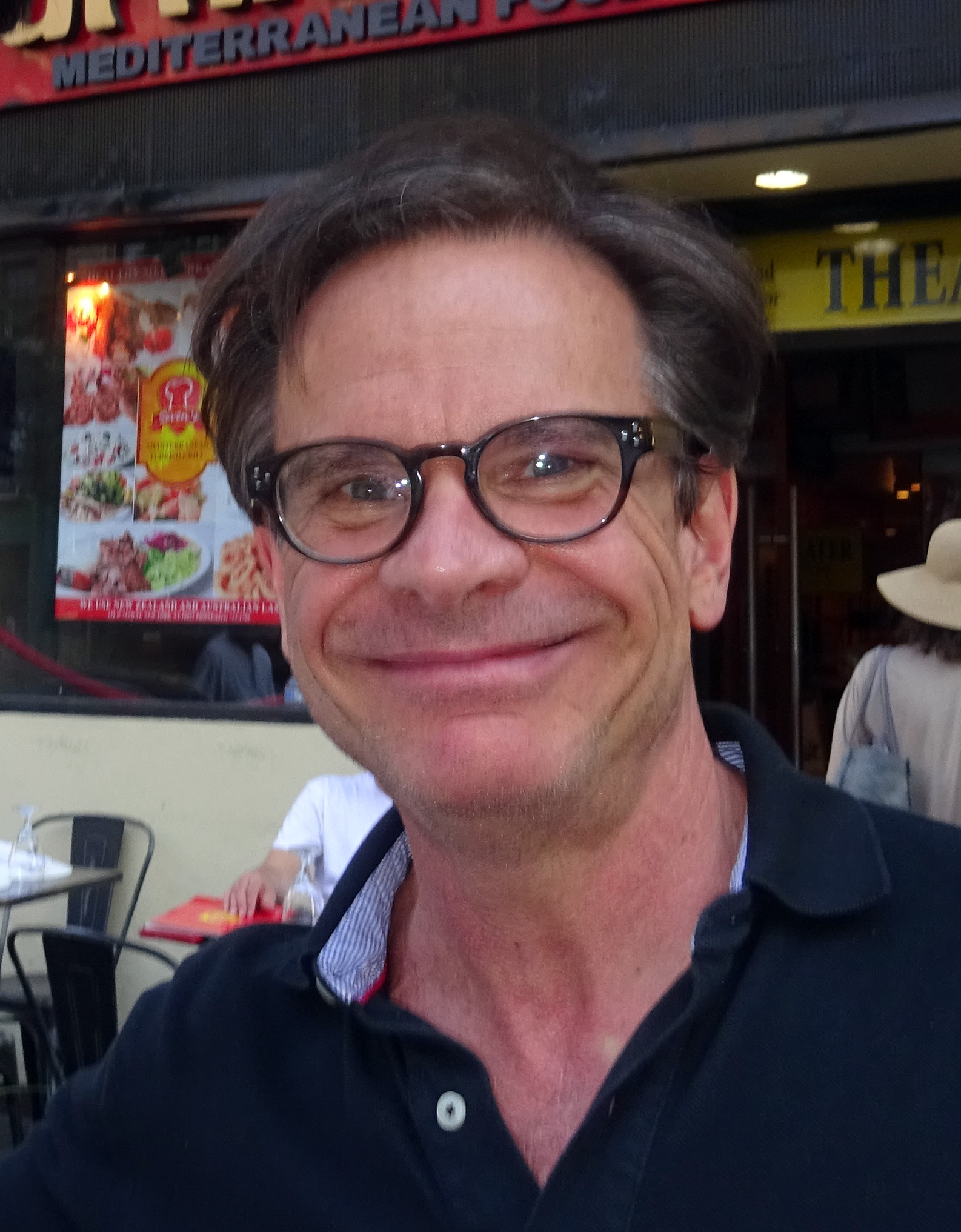
Peter Scolari (2016)

Peter Scolari (* 12. September 1955 in New Rochelle, New York; † 22. Oktober 2021 in New York City, New York) war ein US-amerikanischer Schauspieler. Er wurde unter anderem bekannt durch die Darstellung des etwas durchgeknallten Erfinders in der Fernsehserie Liebling, ich habe die Kinder geschrumpft.

## Leben
Scolari, ein Absolvent des City College of New York, begann seine Karriere als Schauspieler Ende der 1970er Jahre. Bekannt wurde er durch die zwischen 1980 und 1982 produzierte Fernseh-Sitcom Bosom Buddies. In dieser spielten er und Tom Hanks in den Hauptrollen zwei Junggesellen, die sich aus finanziellen Gründen als Frau verkleiden. Er etablierte sich anschließend bis in die 2010er-Jahre als vielbeschäftigter Darsteller, insbesondere in verschiedenen Fernsehserien und -filmen. Er trat zwar auch in über einem Dutzend Kinofilmen auf, doch blieben die wenigen Produktionen mit ihm in der Hauptrolle – etwa The Rosebud Beach Hotel (1984) oder Corporate Affairs (1990) – eher unbeachtet. Sein Schaffen für Film und Fernsehen umfasst mehr als 100 Produktionen.
Eine seiner bekanntesten Rollen in seinem Heimatland spielte Scolari in der in Deutschland nie ausgestrahlten Sitcom Newhart mit Bob Newhart in der Hauptrolle. Darin gab Scolari zwischen 1984 und 1990 die Rolle des Fernsehproduzenten Michael Harris, eines bei den wichtigeren Fernsehsendern gescheiterten Yuppies. Die Serie brachte Scolari drei Nominierungen für den Emmy Award in der Kategorie Bester Nebendarsteller einer Comedyserie. In den Jahren 1997 bis 2000 war er in einer Hauptrolle in der Serie Liebling, ich habe die Kinder geschrumpft zu sehen. Bei mehreren Folgen der Serie übernahm er auch die Regie und fungierte als Produzent. 2016 erhielt er schließlich seinen ersten Emmy Award für seinen Auftritt in der Serie Girls, in der er in einer wiederkehrenden Nebenrolle den Vater von Lena Dunhams Hauptfigur darstellte. Zuletzt trat Scolari 2019 bis 2021 in der Serie Evil in Erscheinung.
2003 übernahm Scolari seine erste Rolle am Broadway in dem Musical Hairspray. Anschließend wirkte er dort an weiteren Produktionen mit, etwa 2013 in Nora Ephrons Komödie Lucky Guy neben Tom Hanks oder 2016 in Wicked – Die Hexen von Oz.
Peter Scolari war viermal verheiratet, zuletzt seit 2013 mit der Schauspielerin Tracy Shayne, und Vater von vier Kindern. Er erlag im Oktober 2021 im New Yorker Stadtteil Manhattan im Alter von 66 Jahren einer Krebserkrankung.

## Filmografie (Auswahl)
- 1978: Take Off
- 1980: Goodtime Girls (Fernsehserie, 13 Folgen)
- 1980–1982: Bosom Buddies (Fernsehserie, 37 Folgen)
- 1982: Remington Steele (Fernsehserie, Folge Steele Waters Run Deep)
- 1983: Baby Makes Five (Fernsehserie, 5 Folgen)
- 1983: Happy Days (Fernsehserie, Folge May the Best Man Win)
- 1984: The Rosebud Beach Hotel
- 1984–1990: Newhart (Fernsehserie, 142 Folgen)
- 1986: Love Boat (Fernsehserie, 3 Folgen)
- 1989: The Ryan White Story (Fernsehfilm)
- 1990: Corporate Affairs
- 1991: Perry Mason und der gläserne Sarg (Perry Mason: The Case of the Glass Coffin, Fernsehfilm)
- 1993: C2 – Killerinsekt (Ticks)
- 1994: Ferien total verrückt (Camp Nowhere)
- 1995: Dweebs (Fernsehserie, 10 Folgen)
- 1996: That Thing You Do!
- 1997: Die Nanny (The Nanny; Fernsehserie, Folge The Bank Robbery)
- 1997–2000: Liebling, ich habe die Kinder geschrumpft (Honey, I Shrunk the Kids: The TV Show, Fernsehserie, 66 Folgen, auch Regisseur und Produzent)
- 1998: From the Earth to the Moon (Miniserie, Folge 1x01)
- 2000: Das ultimative Weihnachtsgeschenk (The Ultimate Christmas Present, Fernsehfilm)
- 2002: King of Queens (Fernsehserie, Folge No Orleans)
- 2002: Das sexte Semester (Sorority Boys)
- 2004: Der Polarexpress (The Polar Express, Motion Capture für Figur Einsamer Junge)
- 2006: Mentor
- 2007: Upper East Side Love (Suburban Girl)
- 2007: A Plumm Summer
- 2012–2017: Girls (Fernsehserie, 21 Folgen)
- 2013: White Collar (Fernsehserie, Folge 4x12)
- 2015: Gotham (Fernsehserie, 5 Folgen)
- 2016: Madoff – Der 50-Milliarden Dollar Betrug (Madoff, Fernseh-Miniserie)
- 2016: Dean - Wie das Leben eben spielt (Dean)
- 2017: Odd Mom Out (Fernsehserie, Folge 3x05)
- 2018: The Good Fight (Fernsehserie, Folge 2x05)
- 2019: Fosse/Verdon (Fernseh-Miniserie, 2 Folgen)
- 2019–2021: Evil (Fernsehserie, 9 Folgen)
- 2020: Blue Bloods – Crime Scene New York (Fernsehserie, Folge Careful What You Wish For)
- 2020: Looks That Kill